# Uwe Alzen
Uwe Alzen (Kirchen, 18 agosto 1967) è un pilota automobilistico tedesco.

## Carriera
Vinse la Porsche Carrera Cup Germany nel 1992, la Porsche Supercup nel 1994 e la Deutsche Tourenwagen Masters nel 1995.
Nel 1996 corse nell'International Touring Car Championship guidando una Opel Calibra V6. Quando questa serie fu interrotta corse per la Opel nel Super Tourenwagen Cup tedesco. Alzen festeggiò la sua prima vittoria nel 1999 per la Opel sotto circostanze controverse dopo un incidente all'ultima curva che coinvolse il suo compagno di squadra Roland Asch e il suo principale rivale Christian Abt. Alzen, che era in testa alla gara, a malapena riuscì ad arrivare secondo dopo l'incidente con il compagno di squadra di Abt, Kris Nissen, che stava cercando di guadagnare secondi nella chicane. Tuttavia alcune settimane dopo gli fu tolta la vittoria per darla al suo rivale, Christian Abt, dopo che un video amatoriale provò che Asch aveva colpito intenzionalmente Abt.
Alzen nel 2000 continuò con la Opel correndo il Deutsche Tourenwagen Masters, ma fu rilasciato dopo la collisione con il compagno di squadra Manuel Reuter. Nel 2003 lasciò il team della Mercedes-AMG per lo stesso motivo.
Alzen fu anche un concorrente nel Campionato GT FIA 1998 e partecipò alla 24 Ore di Le Mans 1998 a bordo di una Porsche 911 GT1 finendo secondo. Nel 2004 nel FIA GT fu in competizione con Michael Bartels, che correva con una Saleen S7 sponsorizzata da Vitaphone.
Dal 2003 al 2005 Uwe Alzen e il fratello maggiore Jürgen parteciparono alle gare di resistenza VLN al Nürburgring e alla 24 Ore del Nürburgring con la Porsche 996 GT2 Turbo 4WD costruita da loro. Con quest'auto nella VLN del 2005 Uwe Alzen stabilì anche il giro record al Nürburgring di 8'09", circa 10 secondi più veloce delle Opel e Audi provenienti dalla DTM. Ottenne anche la pole position, ma nella gara bagnata del 2005 fallì la partenza per un guasto elettronico, come spiegò in un'intervista.
Fu eletto Driver of the Year 2004 dal Nürburgring-Fans.
Per il cambio del regolamento nel 2006, i fratelli Alzen sostituirono la loro Porsche Turbo con una Porsche 997 GT3 con motore aspirato. Ma la 24ore del 2006 scelsero di correrla con un cambio manuale, convinti che il cambio sequenziale Porsche non avrebbe resistito. Terminarono la gara in seconda posizione, dietro la Manthey Porsche che, con il cambio sequenziale, guadagnò secondi preziosi ad ogni giro.
Nel 2008 Uwe Alzen partecipò alla Speedcar International Series, correndo per Phoenix Racing, vincendo due gare e terminando terzo in classifica.
Nel gennaio 2012 Alzen fu confermato per una stagione come pilota di una BMW nell'American Le Mans Series assieme a Jörg Müller.

## Racing record

### Risultati completi 24 Ore di Le Mans
| Anno | Team           | Copilota                        | Veicolo            | Classe | Giri | Pos. | Class Pos. |
| ---- | -------------- | ------------------------------- | ------------------ | ------ | ---- | ---- | ---------- |
| 1998 | Porsche        | Jörg Müller Bob Wollek          | Porsche 911 GT1-98 | GT1    | 350  | 2nd  | 2nd        |
| 1999 | Manthey Racing | Patrick Huisman Luca Riccitelli | Porsche 911 GT3-R  | GT     | 317  | 13th | 1st        |
| 2010 | BMW Motorsport | Jörg Müller Augusto Farfus      | BMW M3 GT2         | GT2    | 320  | 19th | 6th        |

### Risultati completi Deutsche Tourenwagen Masters (DTM)
N.B.: (Le gare in grassetto indicano la pole position) (Le gare in corsivo indicano i giri veloci)
| Anno | Team                | Veicolo                   | 1         | 2         | 3         | 4         | 5          | 6          | 7         | 8          | 9         | 10        | 11       | 12         | 13       | 14       | 15       | 16       | 17       | 18        | 19       | 20        | Pos  | Punti |
| ---- | ------------------- | ------------------------- | --------- | --------- | --------- | --------- | ---------- | ---------- | --------- | ---------- | --------- | --------- | -------- | ---------- | -------- | -------- | -------- | -------- | -------- | --------- | -------- | --------- | ---- | ----- |
| 1993 | Persson Motorsport  | Mercedes 190E 2.5-16 Evo2 | ZOL 1 Rit | ZOL 2 11  | HOC 1 5   | HOC 2 9   | NÜR 1 Rit  | NÜR 2 DNS  | WUN 1 9   | WUN 2 9    | NÜR 1 23  | NÜR 2 12  | NOR 1 7  | NOR 2 7    | DIE 1 8  | DIE 2 7  | SIN 1    | SIN 2    | AVU 1 7  | AVU 2 7   | HOC 1 8  | HOC 2 Rit | 11th | 40    |
| 1994 | Persson Motorsport  | Mercedes 190E Class 1     | ZOL 1 11  | ZOL 2 11  | HOC 1 13  | HOC 2 13  | NÜR 1 11   | NÜR 2 13   | NÜR 1 13  | NÜR 2 11   | NOR 1 Rit | NOR 2 Rit | DIE 1 13 | DIE 2 12   | NÜR 1 14 | NÜR 2 11 | AVU 1 12 | AVU 2 10 | SIN 1 12 | SIN 2 8   | HOC 1 14 | HOC 2 11  | 18th | 4     |
| 1995 | Persson Motorsport  | Mercedes C-Class V6       | HOC 1 11  | HOC 2 Rit | AVU 1 Rit | AVU 2 12  | NOR 1 15   | NOR 2 Rit  | DIE 1 Rit | DIE 2 Rit  | NÜR 1 9   | NÜR 2 8   | SIN 1 12 | SIN 2 9    | HOC 1 3  | HOC 2    |          |          |          |           |          |           | 14th | 34    |
| 2000 | OPC Team Holzer     | Opel Astra V8 Coupé       | HOC 1 Rit | HOC 2 DNS | OSC 1 Rit | OSC 2 9   | NOR 1 8    | NOR 2 6    | SAC 1 Rit | SAC 2 Rit  | NÜR 1 10  | NÜR 2 13  | OSC 1    | OSC 2 4    | NÜR 1 3  | NÜR 2 6  | HOC 1    | HOC 2 1  |          |           |          |           | 6th  | 100   |
| 2001 | Team Warsteiner AMG | AMG-Mercedes CLK-DTM      | HOC QR 5  | HOC CR 4  | NÜR QR 7  | NÜR CR 19 | OSC QR 4   | OSC CR 3   | SAC QR 11 | SAC CR Rit | NOR QR 2  | NOR CR 1  | LAU QR 1 | LAU CR Rit | NÜR QR 2 | NÜR CR 2 | A1R QR 3 | A1R CR 3 | ZAN QR 7 | ZAN CR 1  | HOC QR 7 | HOC CR 7  | 2nd  | 101   |
| 2002 | HWA Team            | AMG-Mercedes CLK-DTM      | HOC QR 9  | HOC CR 11 | ZOL QR 8  | ZOL CR 7  | DON QR Rit | DON CR DNS | SAC QR 11 | SAC CR 9   | NOR QR 2  | NOR CR 5  | LAU QR 9 | LAU CR Rit | NÜR QR 1 | NÜR CR 1 | A1R QR 5 | A1R CR 4 | ZAN QR 7 | ZAN CR 17 | HOC QR 8 | HOC CR 3  | 6th  | 24    |

### Risultati completi International Touring Car Championship
N.B.: (Le gare in grassetto indicano la pole position) (Le gare in corsivo indicano i giri veloci)
| Anno | Team               | Veicolo             | 1        | 2       | 3        | 4       | 5       | 6       | 7        | 8         | 9       | 10      | 11       | 12       | 13       | 14        | 15       | 16      | 17      | 18       | 19      | 20      | 21      | 22        | 23        | 24        | 25      | 26       | Pos  | Punti |
| ---- | ------------------ | ------------------- | -------- | ------- | -------- | ------- | ------- | ------- | -------- | --------- | ------- | ------- | -------- | -------- | -------- | --------- | -------- | ------- | ------- | -------- | ------- | ------- | ------- | --------- | --------- | --------- | ------- | -------- | ---- | ----- |
| 1995 | Persson Motorsport | Mercedes C-Class V6 | MUG 1 14 | MUG 2 9 | HEL 1 NC | HEL 2 4 | DON 1 7 | DON 2 7 | EST 1 13 | EST 2 12  | MAG 1 9 | MAG 2 7 |          |          |          |           |          |         |         |          |         |         |         |           |           |           |         |          | 12th | 26    |
| 1996 | Opel Team Zakspeed | Opel Calibra V6 4x4 | HOC 1 8  | HOC 2 6 | NÜR 1 18 | NÜR 2 4 | EST 1 5 | EST 2   | HEL 1 13 | HEL 2 Rit | NOR 1 2 | NOR 2   | DIE 1 11 | DIE 2 10 | SIL 1 13 | SIL 2 Rit | NÜR 1 12 | NÜR 2 6 | MAG 1 4 | MAG 2 13 | MUG 1 7 | MUG 2 3 | HOC 1 3 | HOC 2 Rit | INT 1 Rit | INT 2 DNS | SUZ 1 9 | SUZ 2 12 | 8th  | 119   |

### Risultati parziali Porsche Supercup
N.B.: (Le gare in grassetto indicano la pole position) (Le gare in corsivo indicano i giri veloci)
| Anno | Team              | Veicolo         | 1     | 2       | 3       | 4     | 5      | 6     | 7      | 8      | 9     | 10      | 11      | 12    | Pos. | Punti |
| ---- | ----------------- | --------------- | ----- | ------- | ------- | ----- | ------ | ----- | ------ | ------ | ----- | ------- | ------- | ----- | ---- | ----- |
| 2003 | Porsche           | Porsche 996 GT3 | ITA   | ESP     | AUT     | MON   | GER 12 | FRA   | GBR    | GER    | HUN   | ITA     | USA     | USA   | NC‡  | 0‡    |
| 2005 | Konrad Motorsport | Porsche 997 GT3 | ITA   | ESP     | MON     | GER   | USA 14 | USA 4 | FRA 2  | GBR 4  | GER 6 | HUN Rit | ITA 20† | BEL 3 | 10th | 87    |
| 2006 | PZ Koblenz        | Porsche 997 GT3 | BHR 1 | ITA Rit | GER 7   | ESP 4 | MON 4  | GBR 1 | USA 9  | USA 9  | FRA 1 | GER 2   | HUN 5   | ITA 1 | 2nd  | 166   |
| 2007 | SPS Automotive    | Porsche 997 GT3 | BHR 2 | BHR 1   | ESP Rit | MON 4 | FRA 1  | GBR 6 | GER 10 | HUN 18 | TUR 3 | ITA 3   | BEL 13  |       | 3rd  | 128   |
| 2008 | SPS Automotive    | Porsche 997 GT3 | BHR 8 | BHR 4   | ESP 10  | TUR 4 | MON 4  | FRA 6 | GBR    | GER    | HUN   | ESP     | BEL     | ITA   | 13th | 67    |

† — Non terminò la gara, ma fu classificato avendo percorso più del 90% della distanza.
‡ — Non classificabile per i punti.